# Municipio de Vaxholm
Vaxholm es un municipio o ciudad de la provincia de Estocolmo en Suecia. El municipio cuenta en la actualidad (2010) con 11.126 habitantes y ocupa un total de 70 islas de las cuales 57 están habitadas. Unas de las islas más grandes es Vaxon que es la isla más poblada, luego quedarían Edholma, Kullo,  Resarö, Hästholmen Skarpo, Rindo, ramso, Tynningö, Skogsön. Pertenece geográficamente a la península Bogesundslandet y la isla más pequeña es Vaxholmen, que dio el nombre actual al municipio.
Vaxholm inicialmente cubría solo Vaxon. Rindo fue añadido en 1913 y con Tynningö, y Skarpo se añadieron varias islas en 1950. Durante la década de 1970 se realizaron las principales reformas municipales, lo que también significa que el concepto urbano se retiró en 1971, en 1974 el término municipal entonces comprendía Vaxholm junto a Österåker. Perteneciendo al área de Åkersberga en la parte anterior de Österåker la antigua ciudad de Vaxholm se negó a renunciar a su independencia como municipio. Este sistema no duró mucho tiempo, porque muchos residentes y la mayoría de Vaxholm se movilizaron para la autonomía. En 1983 fue reconocido como el municipio de Vaxholm. 
Actualmente queda la posibilidad de que se cambie su estatus de municipio a ciudad, ya que se ha convertido en una importante zona demográfica en la provincia de Estocolmo con una población de 2.127.006 (2012) en su área metropolitana.